# Thailand i olympiska vinterspelen 2002
Thailand deltog i olympiska vinterspelen 2002. Det här var Thailands första olympiska vinterspel. Thailands trupp bestod av en idrottare; Prawat Nagvajara, 43 år. Han deltog i längdskidåkning.

## Resultat

### Längdskidåkning
- Sprint herrar
  - Prawat Nagvajara - 66
- 30 km herrar
  - Prawat Nagvajara - avslutade ej